# Tauró nodrissa
El tauró nodrissa (Ginglymostoma cirratum) és una espècie de tauró orectolobiforme de la família dels ginglimostomàtids que viu a l'Atlàntic i a l'est de l'oceà Pacífic.
Pot assolir els 4,30 m de longitud i viu entre la superfície i els 130 m de fondària.